# Взгорье (Оренбургская область)
Взгорье — посёлок в Октябрьском районе Оренбургской области. Входит в состав Краснооктябрьского сельсовета.

## История
В 1966 г. Указом Президиума ВС РСФСР поселок фермы № 2 совхоза «Октябрьский» переименован в Взгорье.

## Население
| 2010 |
| ---- |
| 199  |